# Поповци (област Габрово)
Вижте пояснителната страница за други значения на Поповци.
Пòповци е село в Северна България, община Габрово, област Габрово.

## География
Село Поповци се намира на около 4 km северозападно от центъра на областния град Габрово. Разположено е северно край второкласния републикански път II-44 (Севлиево – Габрово) с югоизточната си част, а северозападната му част достига на около 1,2 km северно от второкласния път до непосредствено съседство със село Гледаци. Надморската височина в югоизточната част на селото нараства от около 320 m край пътя до около 350 m на север и североизток, а в северозападната му част нараства на север до около 400 – 410 m. Климатът е умереноконтинентален. Южно край селото тече река Лопушница.
Населението на село Поповци, наброявало 283 души при преброяването към 1934 г. и нараснало до 666 към 1975 г., намалява до 525 към 1985 г. и наброява 469 души (по текущата демографска статистика за населението) към 2019 г.

## История
През 1978 г. дотогавашното населено място колиби Поповци придобива статута на село.
Във фондовете на Държавния архив Габрово се съхраняват документи на/за:
- Списък на фондове от масив „K“:

– Кредитна кооперация „Надежда“ – с. Поповци, Габровско; фонд 162K; 1926 – 1949;
– Народно начално училище – с. Поповци, Габровско; фонд 274K; 1899 – 1944;
– Народно читалище „Дядо Стойно“ – с. Поповци, Габровско; фонд 407K; 1927 – 1951;
- Списък на фондове от масив „С“:

– Селкооп „Ново време“ – с. Поповци, Габровско (след поредица промени в наименованието на фондообразувателя Кредитна кооперация „Надежда“ – за периода 1952 – 1956); фонд 40; 1928 – 1956;
– Обединено трудово кооперативно земеделско стопанство (ОТКЗС) „Балкан“ – с. Поповци, Габровско; фонд 371; 1958 – 1965;
– Начално училище – с. Поповци, Габровско; фонд 668; 1932 – 1972;
– Селски здравен участък – с. Поповци, Габровско; фонд 1068 – след промени в наименованието на фондообразувателя – Общинска (участъкова) здравна служба (1944 – 1967) и Селски здравен участък (1968 – 2000);
– Народно основно училище – с. Поповци, Габровско; фонд 1093 – след поредица промени в наименованието на фондообразувателя – Начално училище „Н. Й. Вапцаров“ (1998 – 2000);
– Окръжно предприятие „Агрохимическо обслужване“ – с. Поповци, Габровско; фонд 1308; 1960 – 2001; след поредица промени в наименованието на фондообразувателя – Еднолично акционерно дружество „Агрохим-Г“ – Габрово (1999 – 2000).

## Население
Преброяване на населението през 2011 г.
Численост и дял на етническите групи според преброяването на населението през 2011 г.:
|                     | Численост | Дял (в %) |
| Общо                | 536       | 100,00    |
| Българи             | 511       | 95,33     |
| Турци               | 0         | 0,00      |
| Цигани              | 0         | 0,00      |
| Други               | 0         | 0,00      |
| Не се самоопределят | 0         | 0,00      |
| Неотговорили        | 23        | 4,29      |

## Обществени институции
Село Поповци към 2020 г. е център на кметство Поповци. Населените места в кметството са селата:
– Рачевци;
– Гледаци;
– Дивеци;
– Пецовци;
– Янковци;
– Чавеи;
– Прахали;
– Мрахори;
– Продановци;
– Поповци.
В село Поповци към 2020 г. има:
- действащо читалище „Дядо Стойно – 1927“;[9][10]
- действаща само на големи религиозни празници православна църква „Свети Николай“;[11]
- пощенска станция.[12]